# Holtbarggraben
El Holtbarggraben (en baix alemany Holtbarggraven) és un petit riu de l'estat d'Hamburg a Alemanya.
Neix al barri de Iserbrook a prop del carrer Wisserweg i desemboca al Düpenau al mateix barri.
Via el Mühlenau i el Pinnau desguassa a l'Elba i al mar del Nord.
El seu nom significa «rierol del munt boscat» (baix alemany barg = munt i holt = bosc).

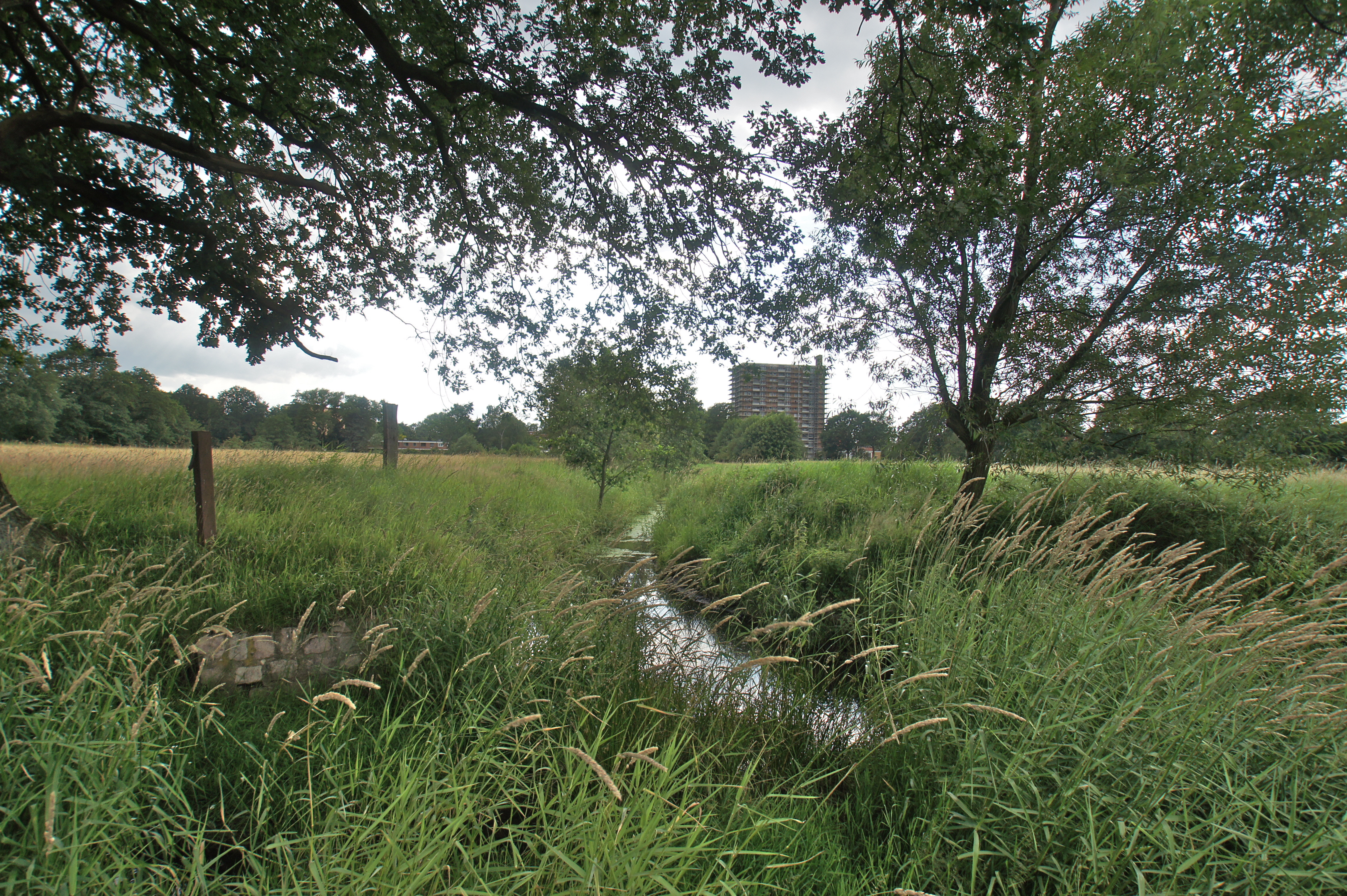
Confluència amb el Düpenau
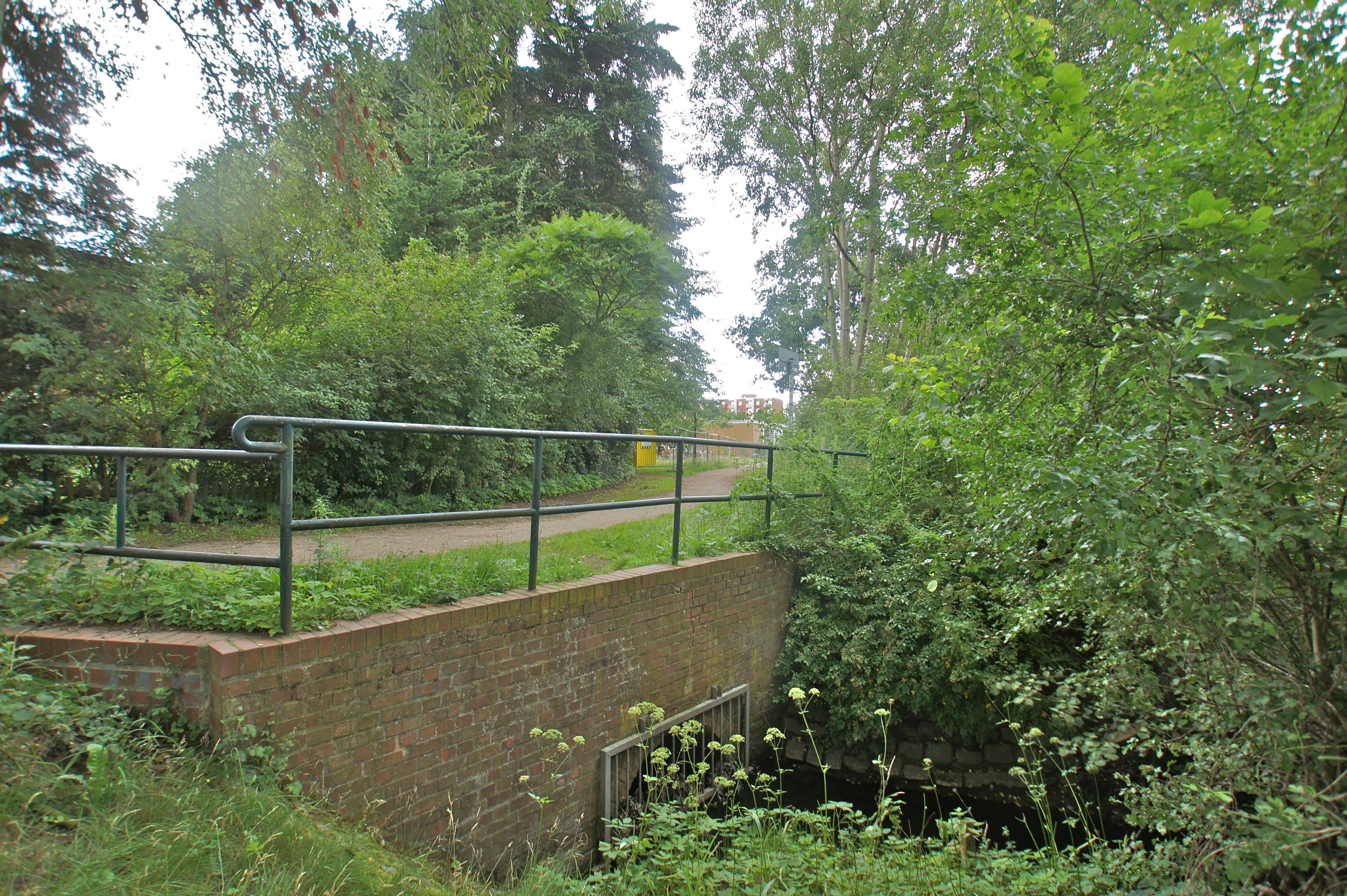
El Holtbarggraben passa sota el carrer Borndiek
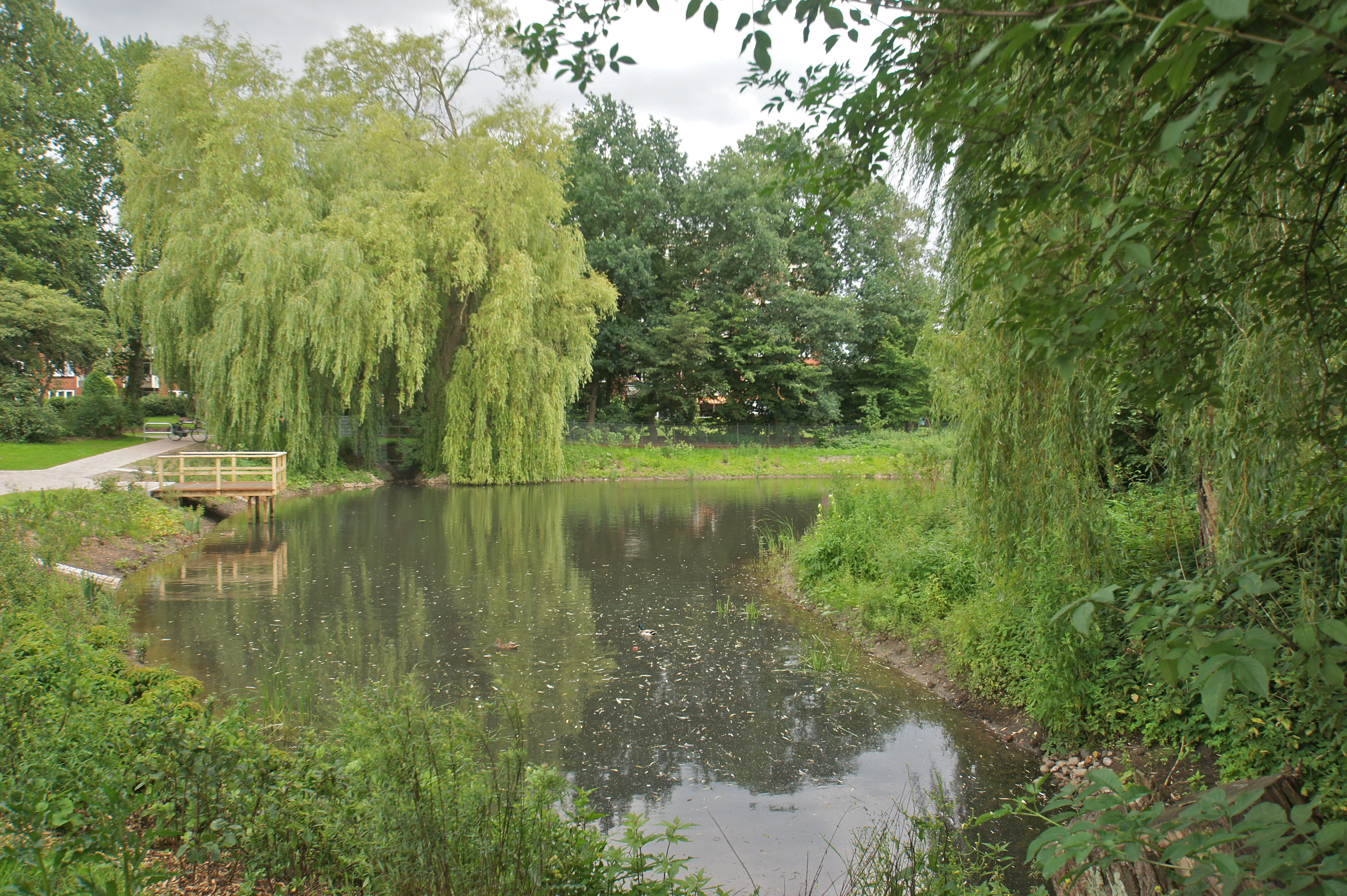
Estany a Iserbrook
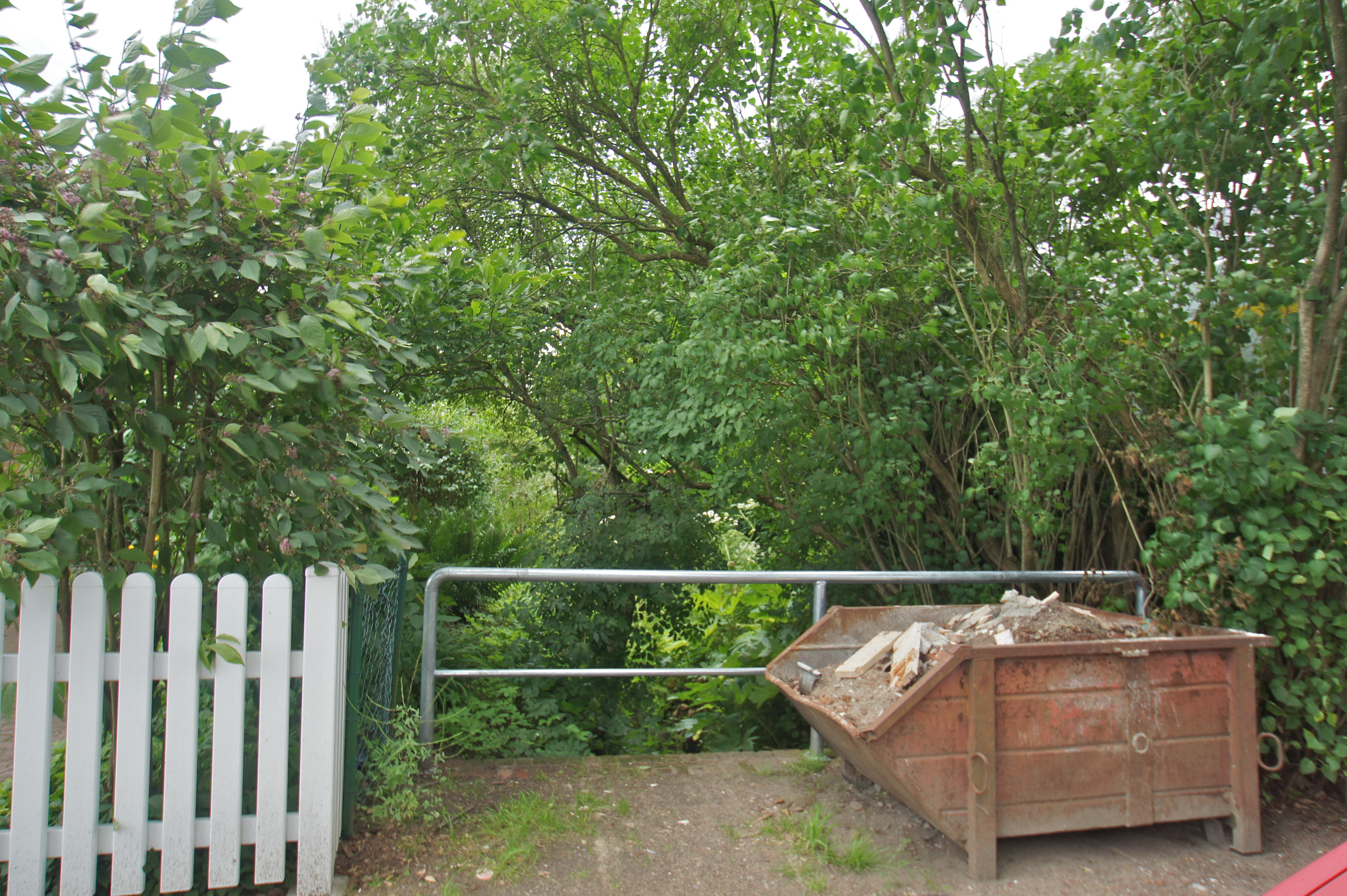
A Osterloh